# تولوم (مدينة أثرية)
تولوم هو موقع أثري محاط بسور دفاعي بنيت في العصر قبل الكولومبي وكان يعتبر ميناء هام لمدينة كوبا، ويقع الموقع في ولاية كينتانا رو بالمكسيك.